# Centro de educación ambiental Caserío de Henares
El Centro de Educación Ambiental Caserío de Henares es un centro de Naturaleza y huertos didácticos y ocio de 4 hectáreas de extensión que se encuentra en el municipio de San Fernando de Henares dentro de la comunidad autónoma de Madrid, España. 
Es uno de los ocho centros con los que cuenta la Red de Centros de educación ambiental de la Comunidad de Madrid distribuidos por toda la Comunidad de Madrid. 

## Localización
Se encuentra en el término municipal de San Fernando de Henares, en la zona sureste de la Comunidad de Madrid, en el Parque Regional del Sureste.
Centro de Educación Ambiental Caserío de Henares, Camino de la Vega, s/n, 28830 San Fernando de Henares - Madrid
Planos y vistas satelitales.40°25′32″N 3°32′7″O / 40.42556, -3.53528
Horarios: martes a sábados de 10 a 18 h., domingos y festivos de 10 a 15 h.
Se llega al Centro desde la M-40, M-45, M-50 y carretera N-2, pasando por el polígono Industrial Las Monjas y próximo a los depósitos de CAMPSA, en dirección a la Escuela de Capacitación Agraria.

## Recursos
El programa educativo se realiza en una finca ubicada en la vega del río Henares y dentro del Parque Regional del Sureste.
En la parcela circundante, de unas 3 ha, el "Huerto didáctico", donde pretende incorporar en él conocimientos y tecnologías actuales relacionadas con la agricultura ecológica y el ahorro de agua, la utilización de energías alternativas, la reducción y reutilización de residuos y la recuperación de algunos cultivos tradicionales de hortalizas, plantas medicinales y tintóreas.
Los cultivos se hacen en una rotación de 4 años. Otros bancales que quedan fuera de la rotación de las hortalizas acogen cultivos permanentes típicos de esta zona madrileña (fresas, alcachofas, espárragos), cultivos tradicionales adaptados al clima de la zona (variedades locales de cereal) o plantas tintóreas (Isatis tinctoria,…) caídas en desuso, o plantas representativas del Parque Regional del Sureste donde se ubica el Centro (limonio de los yesos, esparto…), que aunque no son cultivos, complementan la función educativa de huerto. Todo ello rodeado de frutales: ciruelos, granados, higuera, manzanos… 
Además cuenta con Aula, Sala de audiovisuales, Exposiciones temporales, Biblioteca.
El Centro es accesible para personas con movilidad reducida.

## Actividades
El centro de naturaleza organiza talleres, visitas temáticas, jardines de ocio de familias, y sendas de itinerarios educativos por la ribera del río Henares.
Las actividades son gratuitas pero es necesario reservar plaza con antelación en http://www.comunidad.madrid/